# Валула (Вашингтон)
Волула (енгл. Wallula) насељено је место без административног статуса у америчкој савезној држави Вашингтон.

## Демографија
По попису из 2010. године број становника је 179, што је 18 (-9,1%) становника мање него 2000. године.
| Група             | 2000.       | 2010.       |
| Белци             | 162 (82,2%) | 134 (74,9%) |
| Афроамериканци    | 0 (0,0%)    | 0 (0,0%)    |
| Азијати           | 0 (0,0%)    | 0 (0,0%)    |
| Хиспаноамериканци | 33 (16,8%)  | 45 (25,1%)  |
| Укупно            | 197         | 179         |